# The Tree
The Tree (auch Der Baum) ist ein australisch-französisches Filmdrama aus dem Jahr 2010 von Julie Bertuccelli. Die Literaturverfilmung nach dem Roman Our Father Who Art in the Tree von Judy Pascoe erzählt die Geschichte einer Mutter und ihrer Tochter: Sie glauben, dass die Seele des verstorbenen Ehemannes und Vaters im Baum neben dem Haus einzog und dort fortan mit ihnen leben würde.

## Handlung
Peter O’Neil lebt glücklich und verliebt mit seiner Frau Dawn O’Neil sowie den gemeinsamen vier Kindern im australischen Outback. Als er eines Tages seine Tochter vom Spielen abholt und nach Hause fährt, hat er einen Herzinfarkt im Auto. Im Sterben verursacht er mit seinem Wagen am großen Feigenbaum neben seinem Haus einen Unfall. Mit Peters Tod verschwindet auch das Glück in der Familie, so dass Dawn depressiv und ihre Kinder egoistisch und aggressiv werden. Ihre achtjährige Tochter Simone glaubt jedoch, dass der Baum, an dem ihr Vater starb, dessen Seele aufnahm und nun zu ihr flüstert. Sie klettert immer häufiger hinauf, um sich mit ihm zu „unterhalten“. Nach einigen Tagen reißt sie ihre Mutter aus dem Schlaf, um ihr dies als Geheimnis anzuvertrauen. Dawn klettert anschließend selbst in den Baum hinauf, verteilt persönliche Dinge von Peter, glaubt an dessen Seele im Baum und spricht zu ihm.
Aber der Baum wächst aggressiv weiter, sodass er mit seinem Wurzelwerk nicht nur das Fundament des Hauses angreift, sondern auch die Wasserleitungen verstopft. Als Dawn einen Klempner sucht, findet sie mit George Elrick nicht nur einen hilfsbereiten Handwerker, sondern auch ihren neuen Boss, bei dem sie tagsüber als Verkäuferin arbeitet. Bei ihm fühlt sie sich wieder wohl und glücklich, so dass sie immer mehr Zeit mit ihm verbringt und ihn auch nach der Arbeit auf einen Umtrunk in die Kneipe begleitet. Dort spielen und tanzen sie gemeinsam, bis sie sich das erste Mal nahe kommen und sich küssen. Simone ahnt davon erst etwas, als ein besonders großer Ast Dawns Schlafzimmerfenster zerstört und direkt auf dem Bett landet. Sie hält es für eine Bestrafung des Baumes. Und Dawn nutzt ihn, um sich unter den Blättern und Ästen einzukuscheln und wieder behütet schlafen zu können.
Simone ist entsetzt, als sie entdeckt, dass mit George ein neuer Mann ins Leben ihrer Mutter getreten ist, und wie dieser mit Gewalt das Gestrüpp aus Ästen aus dem Schlafzimmer ihrer Mutter zieht. Noch wütender wird sie, als George mit seinem Wohnwagen das Weihnachtsfest mit ihnen allen am Strand verbringt und dabei wieder etwas Glück und Freude aufkommt. Sie beschwert sich, dass dies ihr erstes Weihnachten ohne Daddy sei und das ihnen alle egal zu sein scheint. Als sie zurückkehren, sehen sie, wie stark der Baum das Haus mit seinem Geäst und seinem Wurzelwerk bereits in Beschlag nimmt und es zu zerstören droht. Als würde der Baum ein besitzergreifendes Verhalten zeigen. George überzeugt Dawn nun, den Baum doch fällen zu lassen, so wie von den Nachbarn schon lange gefordert, denn sie ärgern sich schon lange über die zerstörerischen Wurzeln, die bis in ihre Grundstücke wachsen. Doch Simone will den Baum verteidigen, indem sie sich in ihrem Baumhaus darauf verbarrikadiert und die angekommenen Baumfäller und George mit Gegenständen bewirft. Zuerst Dawn, dann ihr ältester Sohn Tim und später auch George scheitern daran, sie zum Herunterkommen zu bewegen; Simone droht schließlich damit, vom Baum zu springen. Dawn ändert daraufhin ihre Meinung, schlägt sich auf Simones Seite und fordert George dazu auf, Simone in Ruhe zu lassen und die Fällung abzubrechen. Nach einem kurzen Streit beendet sie auch die Beziehung mit ihm und schickt ihn davon.
Nachdem Dawn die folgende Nacht im Schutz des Baumes geschlafen hat, bedroht ein Zyklon die Küstenregion. Zwar kann sich Dawn mit ihren Kindern retten, aber das Unwetter zerstört nahezu das komplette Haus und entwurzelt den Baum, sodass sie mit ihrer Familie wegzieht, da sie nichts mehr an dem Ort hält. Auf dem Weg begegnet sie George, der ihr Unterschlupf anbietet, was sie aber ablehnt.

## Kritik
„Eine Fallstudie über die Trauer. The Tree folgt mehr oder weniger Elisabeth Kübler-Ross' fünf Phasen der Trauer: Leugnen, Wut, Verhandeln, Depression und Akzeptanz. Aber die Geschichte nimmt einen Weg, welcher sowohl von einem Dichter als auch von einem Baumpfleger geliebt werden könnte.“

„Der Film präsentiert die meisten seiner Metaphern ohne Anstrengung Richtung übernatürlichen Schmalz. Was nicht einfach ist, in einer Geschichte, die viele Qualitäten eines Märchens hat und praktisch auf ein Happy End angewiesen, welches der Film mit seinem gedämpfte Optimismus, nicht liefern will.“

„In Julie Bertucellis Filmen hat der Tod nicht das letzte Wort. Er setzt der Kommunikation mit dem verlorenen Menschen kein Ende. […] Nicht rückhaltlos, aber hingebungsvoll setzt sich der Film der Natur aus. Sein animistischer Furor mag manchen Zuschauer an einen Scheideweg führen. Bertucelli lässt ihn zwischen dem Prinzip des Möglichen und des Märchenhaften pendeln. Der Baum scheint regelmäßig in das Leben der Hinterbliebenen einzugreifen. Nachdem Dawn ein erstes, heimliches Rendezvous mit ihrem neuen Arbeitgeber hat, bricht ein Ast und stürzt in ihr Schlafzimmer. Bald bedrohen die Wurzeln das Weiterleben im Haus so massiv, dass er gefällt werden soll. Der Widerstreit zwischen Verharren und Aufbruch wird von den Kräften der Natur entschieden; die Last der Symbolik wiegt leicht in diesem Film.“

„Ohne Pathos, dafür mit Charlotte Gainsbourg: In ‚The Tree‘ stellt sich eine Zehnjährige vor, ihr verstorbener Vater habe sich in einen Baum verwandelt. Ein Kinderfilm über den Tod, der nicht auf die Tränendrüse drückt? Wann hat man so etwas schon gesehen?“

„Wie Charlotte Gainsbourg als schmale, zerbrechliche Dawn die Frau, die neben sich steht, spielt, in embryonaler Schlafstellung in die Hängematte oder eine Mulde des Baums flüchtet und von ihren vier- bis vierzehnjährigen Egomanen in rettende Alltagsverrichtungen zurückgeholt wird, gibt den wunderbar unsentimentalen Grundton des Films vor.“

## Motivation
Sowohl die Regisseurin Julie Bertuccelli als auch Charlotte Gainsbourg hatten privat jeweils den Verlust eines ihnen nahestehenden Menschen erlebt. Gainsbourg verlor als zwanzigjährige Frau ihren Vater Serge Gainsbourg (1928–1991) durch den Tod. Als Schauspielerin hatte sie vor zwei Dingen Angst: Einerseits glaubte sie, dass sie die Rolle für die Regisseurin nicht adäquat genug spielen könnte. Andererseits hatte sie Angst davor, während einer Autofahrt fröhlich zur Musik von Bach zu summen.

## Auszeichnungen
- drei Nominierungen beim César 2011 für Charlotte Gainsbourg als Beste Hauptdarstellerin, für die Beste Filmmusik von Grégoire Hetzel und für das Beste adaptierte Drehbuch von Julie Bertuccelli.
- fünf Nominierungen beim AFI Award 2011 (Beste Regie, zweimal für die Beste Hauptdarstellerin, Beste Film, Bestes adaptiertes Drehbuch) sowie je eine Nominierung für den AFI Visual Effects Award und den AFI Young Actor Award

## Veröffentlichung
The Tree hatte seine Weltpremiere beim Internationalen Filmfest von Cannes 2010 am 23. Mai 2010. Nachdem er in Frankreich am 11. August 2010 und in Australien am 30. September 2010 in die Kinos kam, lief er in Deutschland am 3. März 2011 an. Weltweit spielte er lediglich 2,2 Mio. US-Dollar ein. Seit dem 2. September 2011 ist der Film in Deutschland auf DVD erhältlich.